# 成华区
成华区是中國四川省成都市中心城区即五城区之一。1991年1月1日成都市区划调整，设立五个主城区，成华区是其中之一。成华区在历史上曾分属原成都县、华阳县，故以成都、华阳两地名的第一个字命名为成华区 。成华区面积110.6平方公里，常住人口138.2万人區人民政府駐猛追灣街道一環路東三段148號。
成都铁路货运站八里站（原成都东站）、昭觉寺、电子科技大学、成都理工大学、成都动物园、原成都游乐园均位于该区。此外，成都原在此区建有不少的工厂，不过于2000年后逐渐外迁，此区环境也得到了一定的改善。现在的成华区经过工业区的拆迁，已建成建设路商圈（猛追湾—建设路RBD）、八里现代居住小区、龙潭工业开发区。2011年5月1日，位于成华区沙河堡的成都东客站竣工，5月8日，东客站正式运营。

## 行政区划
成华区下辖11个街道办事处：
猛追湾街道、双桥子街道、府青路街道、二仙桥街道、跳蹬河街道、双水碾街道、万年场街道、保和街道、青龙街道、龙潭街道和白莲池街道。

## 人口經濟
截至2020年11月，成华区常住人口138.2万人。
2010年，成华区国民生产总值为342亿，排名成都市主城区第五。

## 旅游
成华区的主要景点有昭觉寺、成都大熊猫繁育研究基地、成都动物园、东郊记忆（原东区音乐公园）、新华公园、二仙桥公园、多宝寺公园、升仙湖公园、麻石烟云公园、北湖生态公园、沙河三洞古桥公园、龙潭水乡、建设巷观光夜市等。